# Nycteribia allotopa
Nycteribia allotopa är en tvåvingeart som beskrevs av Speiser 1901. Nycteribia allotopa ingår i släktet Nycteribia och familjen lusflugor. Inga underarter finns listade i Catalogue of Life.